# 4361 Nezhdanova
4361 Nezhdanova è un asteroide della fascia principale. Scoperto nel 1977, presenta un'orbita caratterizzata da un semiasse maggiore pari a 3,1365846 UA e da un'eccentricità di 0,1711059, inclinata di 2,73153° rispetto all'eclittica.